# Le Mesnil-Raoult
|  | Aquest article tracta sobre el municipi de Manche. Si cerqueu el municipi del Sena Marítim, vegeu «Mesnil-Raoul». |

Le Mesnil-Raoult és un municipi francès al districte de Saint-Lô (departament de la Manche, regió de Normandia). L'any 2007 tenia 358 habitants.

## Demografia

### Població
El 2007 la població de fet de Le Mesnil-Raoult era de 358 persones. Hi havia 136 famílies de les quals 36 eren unipersonals (12 homes vivint sols i 24 dones vivint soles), 36 parelles sense fills, 52 parelles amb fills i 12 famílies monoparentals amb fills.
La població ha evolucionat segons el següent gràfic:

### Habitatges
El 2007 hi havia 152 habitatges, 138 eren l'habitatge principal de la família, 9 eren segones residències i 5 estaven desocupats. 151 eren cases i 1 era un apartament. Dels 138 habitatges principals, 117 estaven ocupats pels seus propietaris, 20 estaven llogats i ocupats pels llogaters i 1 estava cedit a títol gratuït; 1 tenia una cambra, 5 en tenien dues, 14 en tenien tres, 31 en tenien quatre i 87 en tenien cinc o més. 81 habitatges disposaven pel capbaix d'una plaça de pàrquing. A 45 habitatges hi havia un automòbil i a 78 n'hi havia dos o més.

### Piràmide de població
La piràmide de població per edats i sexe el 2009 era:
| Homes | Edats   | Dones |
| ----- | ------- | ----- |
| 0     | 95 o +  | 4     |
| 0     | 90 a 94 | 0     |
| 0     | 85 a 89 | 4     |
| 4     | 80 a 84 | 0     |
| 0     | 75 a 79 | 0     |
| 8     | 70 a 74 | 0     |
| 12    | 65 a 69 | 12    |
| 20    | 60 a 64 | 4     |
| 4     | 55 a 59 | 8     |
| 0     | 50 a 54 | 0     |
| 4     | 45 a 49 | 4     |
| 20    | 40 a 44 | 12    |
| 20    | 35 a 39 | 16    |
| 12    | 30 a 34 | 12    |
| 8     | 25 a 29 | 12    |
| 4     | 20 a 24 | 8     |
| 12    | 15 a 19 | 0     |
| 20    | 10 a 14 | 8     |
| 32    | 5 a 9   | 28    |
| 8     | 0 a 4   | 16    |

## Economia
El 2007 la població en edat de treballar era de 217 persones, 170 eren actives i 47 eren inactives. De les 170 persones actives 167 estaven ocupades (91 homes i 76 dones) i 3 estaven aturades (1 home i 2 dones). De les 47 persones inactives 15 estaven jubilades, 21 estaven estudiant i 11 estaven classificades com a «altres inactius».

### Ingressos
El 2009 a Le Mesnil-Raoult hi havia 143 unitats fiscals que integraven 387,5 persones, la mediana anual d'ingressos fiscals per persona era de 17.649 €.

### Activitats econòmiques
Dels 6 establiments que hi havia el 2007, 3 eren d'empreses de construcció, 1 d'una empresa de comerç i reparació d'automòbils, 1 d'una empresa de serveis i 1 d'una entitat de l'administració pública.
Dels 3 establiments de servei als particulars que hi havia el 2009, 1 era una fusteria, 1 lampisteria i 1 electricista.
L'únic establiment comercial que hi havia el 2009 era una botiga de menys de 120 m².
L'any 2000 a Le Mesnil-Raoult hi havia 17 explotacions agrícoles que ocupaven un total de 120 hectàrees.

## Equipaments sanitaris i escolars
El 2009 hi havia una escola maternal integrada dins d'un grup escolar amb les comunes properes formant una escola dispersa.

## Poblacions properes
El següent diagrama mostra les poblacions més properes.